# Goðahnúkar
Goðahnúkar är en bergstopp i republiken Island. Den ligger i regionen Austurland, 300 km öster om huvudstaden Reykjavík. Toppen på Goðahnúkar är 1 515 meter över havet.
Trakten runt Goðahnúkar är nära nog obefolkad, med mindre än två invånare per kvadratkilometer. Det finns inga samhällen i närheten. Trakten runt Goðahnúkar är permanent täckt av is och snö.